# 城壁冠

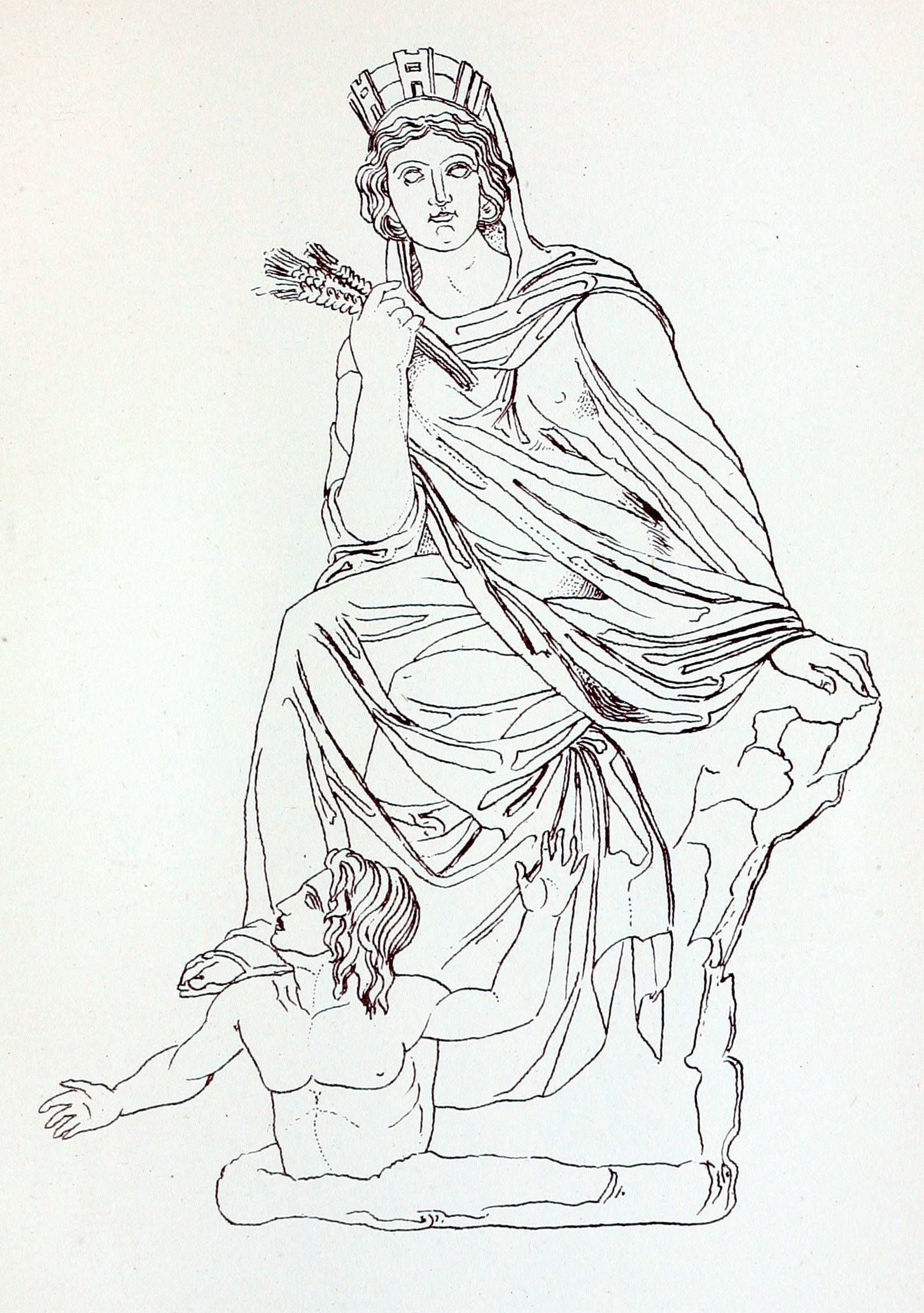
アンティオキアのテュケー。城壁冠を被っている。

城壁冠（じょうへきかん、英: mural crown ミューラル・クラウン）は、ヘレニズム文化において女神テュケーが被っていた冠。城壁のような形をしている。

## 概要
テュケーは都市の幸運を体現した女神であり、ローマではフォルトゥーナに相当する。同じくヘレニズム期の女神キュベレーが被っている「ポロス (polos)」と呼ばれる冠も城壁冠の一種である。特にこの大地母神を都市の守護神とした場合に城壁冠を被っていることが多い。
城壁冠は、古代ローマで軍隊の勲章に使われた。古代ローマの corona muralis（ラテン語で「壁で囲まれた冠」の意）は金の冠または狭間胸壁を真似た形状の金の輪で、攻撃対象の都市や要塞の城壁を最初に登って旗を立てた軍人に授けられた。ローマの城壁冠は金製で、後述する紋章のようにタレットに似せた凸凹があった。軍人の勲章としては最高のものとされていたため、申し出があっても厳密な調査を行ってからでないと授与されなかった。捕獲した船を象徴するロストラを組み合わせたロストラータ型城壁冠は、海軍での勲章として使われた（城壁冠の左右に船首が追加されている）。海軍には他に海洋冠もあった。
女神ローマは、ギリシアの硬貨に城壁冠をかぶった形で描かれており、ギリシア都市国家の守護者としてのローマを表している。

## 紋章

カタルーニャ州の紋章における城壁冠

ローマの軍隊の勲章は後にヨーロッパの紋章学に採用され、城の壁をモデルにした冠となった。ヨーロッパの都市の多くが城郭都市から発展してきたことから都市の紋章の装飾として好んで用いられ、最近では君主を象徴するクラウンとは対立するものとして市民を象徴する城壁冠が使われている。特にイタリアの中世および近代のコムーネでよく使われている。城壁冠をかぶった女性像イタリア・トゥッリタはイタリアを象徴している。イタリアではコムーネの紋章に城壁冠を付与しており、市なら5つの凸部のある金の城壁冠、それ以外なら9つの凸部のある銀の城壁冠を用いている。他にも県や軍隊が使っている例もある。スペイン第二共和政の国章には城壁冠が使われていた。ポルトガル（およびブラジル）の地方自治体の紋章も城壁冠を使っているものが多く、近代的用法では、3つの凸部がある城壁冠は村、4つは町、5つは市を表す。同様にルーマニアでも地方自治体の紋章に城壁冠を使っていて、1つまたは3つの凸部があるものは村などを表し、5つまたは7つの凸部があるものは町などを表す。
第一次世界大戦後オーストリア＝ハンガリー帝国が解体すると、オーストリアの国章は単頭の鷲が城壁冠をかぶったものになった。それ以前はオーストリアとハンガリー双方のクラウン（ハンガリー側は聖イシュトヴァーンの王冠）が双頭の鷲を装飾していた。

### 紋章における具体例

イタリア海軍の紋章（ロストラータを使っている）
ウクライナ チェルニウツィーの紋章
スペイン ラ・リオハ州カラオラの紋章
ノルウェー トロンハイムの紋章